# Manuel López Dávila
Manuel López Dávila fue un profesor, político y servidor público mexicano.

## Biografía
Originario de San Luis Potosí, huérfano a temprana edad quedando a cargo de sus hermanos y sin ayuda de su familia próxima. Emigró a la Ciudad de Chihuahua. Se formó como maestro normalista en la Normal para Profesores de SLP hoy Benemérita y Centenaria Escuela Normal del Estado de San Luis Potosí.
En la política local llegó a ser Presidente Municipal de la Ciudad de Chihuahua por el periodo 1932-1934 y secretario general de gobierno durante la administración de Rodrigo M. Quevedo. Fue Senador del Estado de Chihuahua al tomar la suplencia de Antonio J. Bermúdez quien fuera nombrado Director de Pemex.
En el Senado fue compañero de bancada de Adolfo López Mateos quien fuera Presidente de México en 1958 y quien a pesar de que López Dávila contaba con una carrera en el Estado de Chihuahua lo impulsó como candidato a la gubernatura de San Luis Potosí en las elecciones de 1961 en contraposición a Salvador Nava.
En el período del Gobernador Prof. Manuel López Dávila (1961 - 1967) se le dio continuidad a obras de infraestructura en proceso y entre los caminos que inauguraron estuvo Matehuala - Villa de la Paz y Tamuín a las Palmas. Asimismo a pesar de lo accidentado de su elección dejó el Estado en calma y sin episodios de violencia electoral que lamentar.
Representó a la Confederación Nacional de Organizaciones Populares ante el comité nacional del Partido Revolucionario Institucional. Posteriormente fue Oficial Mayor de la Secretaria de Educación, con el Secretario de Educación Pública Jaime Torres Bodet y entre los proyectos en que participó fue la creación de la Comisión Nacional de Libros de Texto Gratuitos de la cual fue posteriormente director.
A pesar de una destacada carrera como servidor público decidió retirarse como Profesor Normalista, dejando a su viuda dicha pensión y sus modestos ahorros.